# Dietrich primogenitus (Kleve)
Dietrich primogenitus war der älteste Sohn des Klever Grafen Dietrich IV./VI.

## Geschichte
Dietrich primogenitus wurde wohl um 1214/15 als Sohn Graf Dietrichs IV./VI. von Kleve aus erster Ehe geboren. 1230 wurde er erstmals urkundlich erwähnt und trat im folgenden Jahr als Siegelführer auf. Seit 1237 ist er als Junggraf von Kleve bezeugt. Seit 1233 war er mit Elisabeth, einer Tochter Herzog Heinrichs I. von Brabant verheiratet, mit der er zwei Töchter hatte:
- Mechthild († 1304, ⚭ Gerhard von Durbuy (* 1223; † um 1303))
- Elisabeth († nach 1283)

Dietrich regierte selbständig am rechten Rheinufer gelegene Teile der Grafschaft Kleve und war Herr von Wesel, wahrscheinlich auch von Dinslaken. 1241 stellte er für Wesel das erste klevische Stadtrechtsprivileg aus. Dietrich starb vermutlich am 24. März 1245 im Stift Wissel und damit lange vor seinem Vater.

## Bezeichnung
In der Forschung hat sich die Bezeichnung Dietrich primogenitus für den früh verstorbenen erstgeborenen Sohn Graf Dietrichs IV./VI. von Kleve durchgesetzt, um ihn insbesondere von seinen jüngeren Brüdern Dietrich V./VII. von Kleve und Dietrich Luf I. unterscheiden zu können. In den Quellen werden jedoch auch andere Mitglieder des Klever Grafenhauses als Dietrich primogenitus bezeichnet, so beispielsweise auch Dietrich V./VII. nach dem Tod seines Bruders, obwohl er gar nicht der Erstgeborene seines Vaters (wohl aber der älteste lebende Sohn) war.